# Шасле
Шассле (фр. Chasselay) — коммуна во Франции, находится в регионе Рона — Альпы. Департамент коммуны — Изер. Входит в состав кантона Вине. Округ коммуны — Гренобль.
Код INSEE коммуны — 38086. Население коммуны на 1999 год составляло 341 человек. Населённый пункт находится на высоте от 418  до 729  метров над уровнем моря. Муниципалитет расположен на расстоянии около 460 км юго-восточнее Парижа, 70 км юго-восточнее Лиона, 32 км западнее Гренобля. Мэр коммуны — M. Gilbert Champon, мандат действует на протяжении 2014—2020 гг.
Динамика населения (INSEE):